# Meilleur footballeur du championnat d'Écosse SFWA

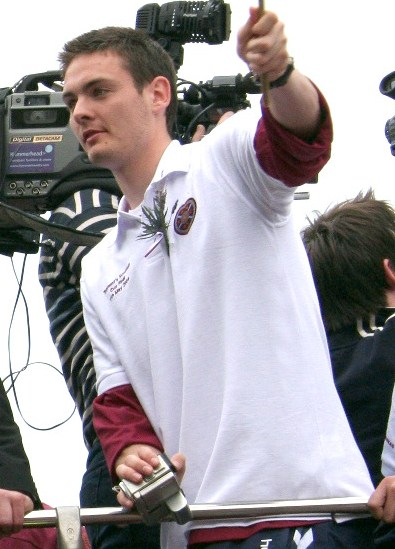
Craig Gordon, tenant du titre actuel

La récompense de Meilleur footballeur du championnat d'Écosse SFWA (en anglais Scottish Football Writers' Association Footballer of the Year, parfois simplement Scottish Footballer of the Year) est un trophée écossais existant depuis 1964-1965 et récompensant le meilleur joueur du championnat d'Écosse, élu par les journalistes membres de la Scottish Football Writers' Association (en).
Le 1er vainqueur fut Billy McNeill du Celtic, le premier joueur non écossais fut l'Anglais Mark Hateley des Rangers en 1994 et le premier joueur non britannique fut le Danois Brian Laudrup des Rangers en 1995.
Sept joueurs ont remporté ce trophée plus d'une fois : John Greig, Sandy Jardine, Brian Laudrup, Henrik Larsson, Barry Ferguson, Craig Gordon et Leigh Griffiths. À une occasion le trophée fut remis de manière collective à l'équipe d'Écosse qui a participé à la Coupe du monde 1974.
Un trophée similaire, plus récent mais plus renommé, le PFA Scotland Players' Player of the Year (en), est décerné par l'association des joueurs professionnels en Écosse.

## Vainqueurs
| Saison  | Pays | Joueur                                   | Club                | Autre trophée | Notes  |
| ------- | ---- | ---------------------------------------- | ------------------- | ------------- | ------ |
| 1964-65 | SCO  | Billy McNeill                            | Celtic              |               |        |
| 1965-66 | SCO  | John Greig                               | Rangers             |               |        |
| 1966-67 | SCO  | Ronnie Simpson                           | Celtic              |               |        |
| 1967-68 | SCO  | Gordon Wallace                           | Raith Rovers        |               |        |
| 1968-69 | SCO  | Bobby Murdoch                            | Celtic              |               |        |
| 1969-70 | SCO  | Pat Stanton                              | Hibernian           |               |        |
| 1970-71 | SCO  | Martin Buchan                            | Aberdeen            |               |        |
| 1971-72 | SCO  | Dave Smith                               | Rangers             |               |        |
| 1972-73 | SCO  | George Connelly                          | Celtic              |               |        |
| 1973-74 | SCO  | Équipe d'Écosse à la Coupe du monde 1974 |                     |               |        |
| 1974-75 | SCO  | Sandy Jardine                            | Rangers             |               |        |
| 1975-76 | SCO  | John Greig                               | Rangers             |               | [ 1 ]  |
| 1976-77 | SCO  | Danny McGrain                            | Celtic              |               |        |
| 1977-78 | SCO  | Derek Johnstone                          | Rangers             | PFA (en)      | [ 2 ]  |
| 1978-79 | SCO  | Andy Ritchie                             | Morton              |               |        |
| 1979-80 | SCO  | Gordon Strachan                          | Aberdeen            |               |        |
| 1980-81 | SCO  | Alan Rough                               | Partick Thistle     |               |        |
| 1981-82 | SCO  | Paul Sturrock                            | Dundee United       |               |        |
| 1982-83 | SCO  | Charlie Nicholas                         | Celtic              | PFA (en)      |        |
| 1983-84 | SCO  | Willie Miller                            | Aberdeen            | PFA (en)      |        |
| 1984-85 | SCO  | Hamish McAlpine                          | Dundee United       |               |        |
| 1985-86 | SCO  | Sandy Jardine                            | Heart of Midlothian |               | [ 3 ]  |
| 1986-87 | SCO  | Brian McClair                            | Celtic              | PFA (en)      |        |
| 1987-88 | SCO  | Paul McStay                              | Celtic              | PFA (en)      |        |
| 1988-89 | SCO  | Richard Gough                            | Rangers             |               |        |
| 1989-90 | SCO  | Alex McLeish                             | Aberdeen            |               |        |
| 1990-91 | SCO  | Maurice Malpas                           | Dundee United       |               |        |
| 1991-92 | SCO  | Ally McCoist                             | Rangers             | PFA (en)      |        |
| 1992-93 | SCO  | Andy Goram                               | Rangers             | PFA (en)      |        |
| 1993-94 | ENG  | Mark Hateley                             | Rangers             | PFA (en)      | [ 4 ]  |
| 1994-95 | DEN  | Brian Laudrup                            | Rangers             | PFA (en)      | [ 5 ]  |
| 1995-96 | ENG  | Paul Gascoigne                           | Rangers             | PFA (en)      |        |
| 1996-97 | DEN  | Brian Laudrup                            | Rangers             |               |        |
| 1997-98 | SCO  | Craig Burley                             | Celtic              |               |        |
| 1998-99 | SWE  | Henrik Larsson                           | Celtic              | PFA (en)      |        |
| 1999-00 | SCO  | Barry Ferguson                           | Rangers             |               |        |
| 2000-01 | SWE  | Henrik Larsson                           | Celtic              | PFA (en)      |        |
| 2001-02 | SCO  | Paul Lambert                             | Celtic              |               |        |
| 2002-03 | SCO  | Barry Ferguson                           | Rangers             | PFA (en)      |        |
| 2003-04 | SCO  | Jackie McNamara                          | Celtic              |               |        |
| 2004-05 | WAL  | John Hartson                             | Celtic              | PFA (en)      | [ 6 ]  |
| 2005-06 | SCO  | Craig Gordon                             | Heart of Midlothian |               |        |
| 2006-07 | JPN  | Shunsuke Nakamura                        | Celtic              | PFA (en)      | [ 7 ]  |
| 2007-08 | ESP  | Carlos Cuéllar                           | Rangers             |               |        |
| 2008-09 | SCO  | Gary Caldwell                            | Celtic              |               | [ 8 ]  |
| 2009-10 | SCO  | David Weir                               | Rangers             |               | [ 9 ]  |
| 2010-11 | HON  | Emilio Izaguirre                         | Celtic              | PFA (en)      | [ 10 ] |
| 2011-12 | SCO  | Charlie Mulgrew                          | Celtic              | PFA (en)      | [ 11 ] |
| 2012-13 | SCO  | Leigh Griffiths                          | Hibernian           |               | [ 12 ] |
| 2013-14 | SCO  | Kris Commons                             | Celtic              | PFA (en)      | [ 13 ] |
| 2014-15 | SCO  | Craig Gordon                             | Celtic              |               | [ 14 ] |
| 2015-16 | SCO  | Leigh Griffiths                          | Celtic              | PFA (en)      | [ 15 ] |
| 2016-17 | ENG  | Scott Sinclair                           | Celtic              | PFA (en)      | [ 16 ] |
| 2017-18 | SCO  | Scott Brown                              | Celtic              | PFA (en)      |        |
| 2018-19 | SCO  | James Forrest                            | Celtic              | PFA (en)      |        |
| 2019-20 | FRA  | Odsonne Édouard                          | Celtic              |               |        |
| 2020-21 | NIR  | Steven Davis                             | Rangers             |               |        |
| 2021-22 | SCO  | Craig Gordon                             | Heart of Midlothian |               |        |
| 2022-23 | JPN  | Kyogo Furuhashi                          | Celtic              |               |        |
| 2023-24 | SCO  | Lawrence Shankland                       | Heart of Midlothian |               |        |

## Palmarès

### Par nation
| Nation          | Nombre de trophées |
| --------------- | ------------------ |
| Écosse          | 46                 |
| Angleterre      | 3                  |
| Japon           | 2                  |
| Suède           | 2                  |
| Danemark        | 2                  |
| Espagne         | 1                  |
| Pays de Galles  | 1                  |
| Honduras        | 1                  |
| France          | 1                  |
| Irlande du Nord | 1                  |

### Par club
| Club                | Nombre de trophées |
| ------------------- | ------------------ |
| Celtic              | 26                 |
| Rangers             | 17                 |
| Aberdeen            | 4                  |
| Heart of Midlothian | 4                  |
| Dundee United       | 3                  |
| Hibernian           | 2                  |
| Partick Thistle     | 1                  |
| Morton              | 1                  |
| Équipe d'Écosse     | 1                  |
| Raith Rovers        | 1                  |